# 리우칸

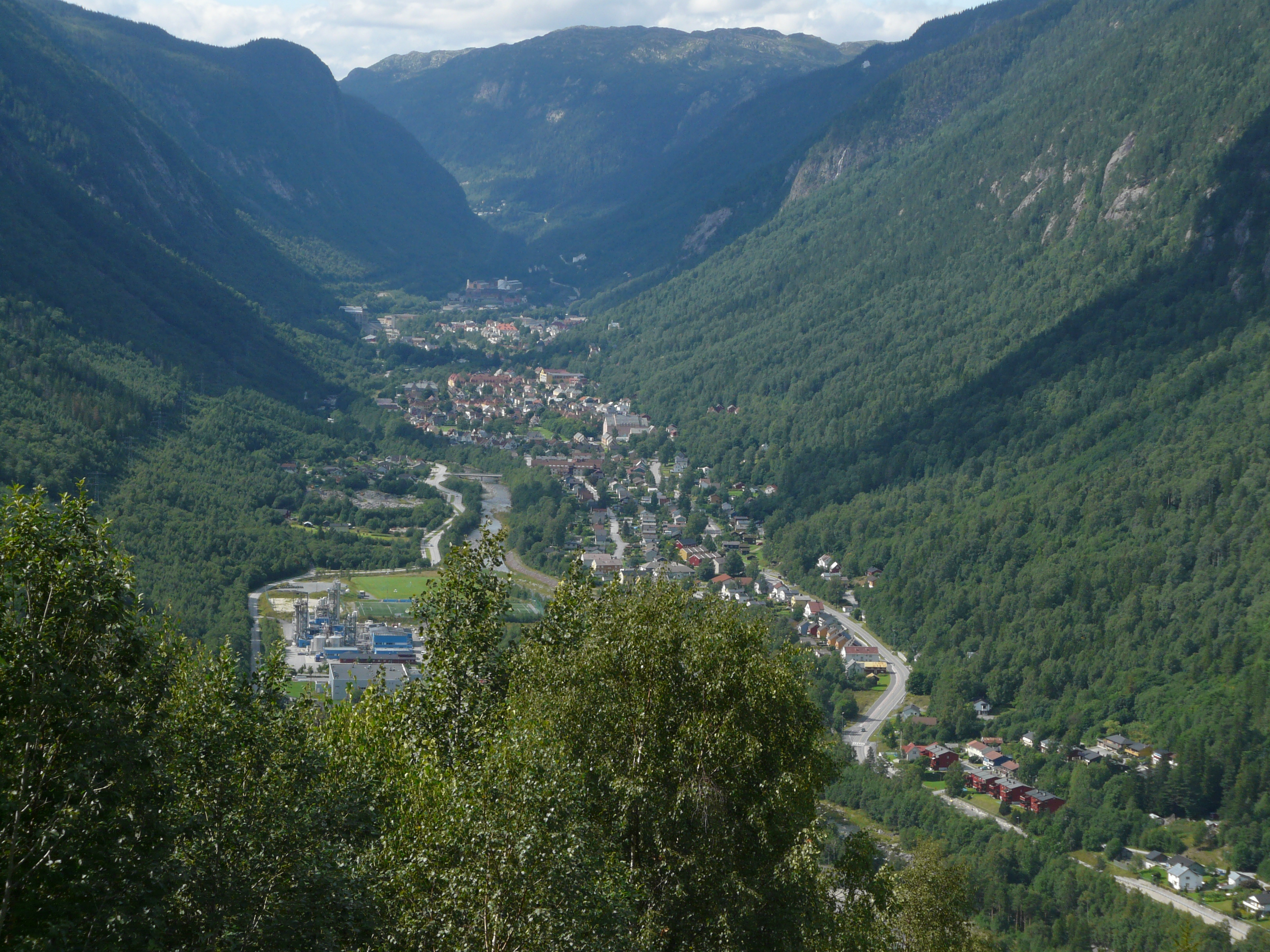
리우칸

리우칸(노르웨이어: Rjukan)는 노르웨이 텔레마르크주 틴의 한 도시이다.

## 같이 보기
- 노르웨이 중수 사건